# Батубинсика, Дилан
Будука́ Дила́н Батубинсика́ (фр. Buduka Dylan Batubinsika; род. 15 февраля 1996, Сержи-Понтуаз) — конголезский и французский футболист, полузащитник клуба «Сент-Этьен» и сборной ДР Конго.

## Клубная карьера
Батубинсика — воспитанник клубов «Сержи Кло» и «Пари Сен-Жермен». В 2014 году он дебютировал за дублирующий состав. В 2017 году игрок перешёл в бельгийский «Антверпен». 28 июля в матче против «Андерлехта» он дебютировал в Жюпиле лиге. 22 августа 2019 года в отборочном поединке Лиги Европы против нидерландского АЗ Дилан забил свой первый гол за «Антверпен». В 2020 году он помог клубу выиграть Кубок Бельгии.
Летом 2021 года Батубинсика перешёл в португальский «Фамаликан». 8 августа в матче против «Пасуш де Феррейра» он дебютировал в Сангриш лиге. 31 октября в поединке против «Визелы» Дилан забил свой первый гол за «Фамаликан».
В 2022 году Батубинсика был арендован израильским «Маккаби Хайфа». 3 сентября в матче против «Хапоэль Беэр-Шева» он дебютировал в чемпионате Израиля. 22 октября в поединке против «Ирони Кирьят-Шмона» Дилан забил свой первый гол за «Маккаби». По итогам сезона он помог клубу выиграть чемпионат.
Летом 2023 года Батубинсика перешёл во французский «Сент-Этьен». 5 августа в матче против «Гренобля» он дебютировал в Лиге 2.  

## Международная карьера
14 июня 2023 года в товарищеском матче против сборной Уганды Батубинсика дебютировал за сборную Демократической Республики Конго. 
В 2024 году Батубинсика принял участие в Кубке Африки 2023 в Кот-д’Ивуаре. На турнире он сыграл в матчах против сборных Марокко, сборных Танзании, сборных Египта и ЮАР.

## Достижения
Клубные
 «Антверпен»
- Обладатель Кубка Бельгии — 2019/2020

 «Маккаби» (Хайфа)
- Победитель чемпионата Израиля — 2022/2023